# نيل بلاك
نيل بلاك (بالإنجليزية: Neil Black)‏ هو زمّار بريطاني، ولد في 28 مايو 1932 في برمنغهام في المملكة المتحدة، وتوفي في 14 أغسطس 2016.

## وصلات خارجية
- نيل بلاك على موقع ميوزك برينز (الإنجليزية)
- نيل بلاك على موقع أول ميوزيك (الإنجليزية)
- نيل بلاك على موقع ديسكوغز (الإنجليزية)